# Soosiulus servula
Soosiulus servula är en insektsart som först beskrevs av Melichar 1932.  Soosiulus servula ingår i släktet Soosiulus och familjen dvärgstritar. Inga underarter finns listade i Catalogue of Life.